# Rathaus (Euerbach)

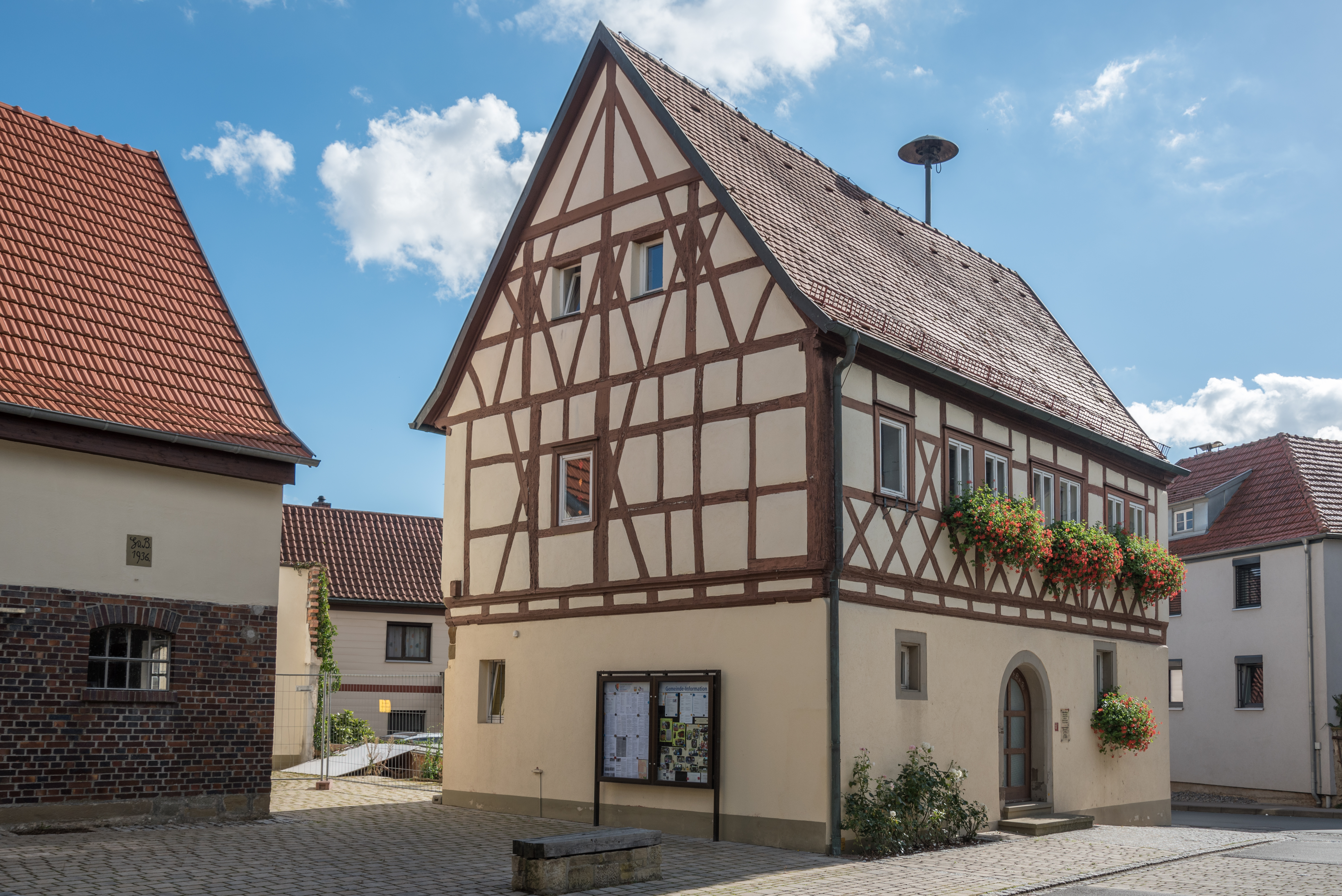
Ehemaliges Rathaus in Euerbach

Das Rathaus in Euerbach, einer Gemeinde im unterfränkischen Landkreis Schweinfurt in Bayern, wurde 1537  errichtet. Das ehemalige Rathaus an der Kirchgasse 2, an der Einmündung zu Hauptstraße, ist ein geschütztes Baudenkmal. 
Der zweigeschossige Satteldachbau mit Fachwerkobergeschoss ist mit Mannfiguren und Andreaskreuzen geschmückt. Das rundbogige Portal hat eine Sandsteineinfassung.